# Authority Zero
Gli Authority Zero sono un gruppo musicale punk rock statunitense originario di Mesa (Arizona) e attivo dal 1994.

## Formazione
Attuale
- Jason DeVore – voce (1995–presente)
- Dan Aid – chitarra (2016–presente)
- Mike Spero – basso (2013–presente)
- Christopher Dalley – batteria (2015–presente)

Ex membri
- Bill Marcks – chitarra (1994-2008)
- Jerry Douglas – chitarra (1994-1999)
- Zach Vogel – chitarra (2008-2011)
- Jeremy Wood – basso (1995-2006, 2009-2013)
- Dean "DJ" Farmer – basso (2006-2009)
- J. W. Gordon – batteria (1994-1996)
- Daniel Garcia – batteria (1996-1999)
- Jim Wilcox – batteria (1999-2012)
- Chris Bartholomew – batteria (2012)
- Sean Sellers – batteria (2012–2015)
- Brandon Landelius – chitarra (2011–2016)

## Discografia

### Album in studio
- 2002 - A Passage in Time
- 2004 - Andiamo
- 2007 - 12:34
- 2010 - Stories of Survival
- 2013 - The Tipping Point
- 2017 - Broadcasting to the Nations

### Live
- 2005 - Rhythm and Booze
- 2012 - Less Rhythm, More Booze